# Regina Capitals
Regina Capitals var ett professionellt ishockeylag i Regina, Saskatchewan, som spelade i Western Canada Hockey League, Western Hockey League och Prairie Hockey League åren 1921–1928.

## Historia

### Western Canada Hockey League
Regina Capitals gick med i den nybildade ligan Western Canada Hockey League säsongen 1921–22 där laget spelade mot Edmonton Eskimos, Calgary Tigers och Saskatoon Crescents. Laget slutade på delad andraplats i ligan under dess första säsong efter att ha spelat ihop 28 poäng på 24 matcher, lika många poäng som Calgary Tigers och två färre än Edmonton Eskimos. Regina Capitals besegrade sedan Calgary Tigers i ett dubbelmöte med målskillnaden 2-1 och fick därmed spela om ligamästerskapet mot Edmonton Eskimos. Capitals gick segrande även ur dubbelmötet mot Eskimos efter att ha vunnit med den sammanlagda målskillnaden 3-1. Som slutspelsmästare i WCHL ställdes Regina Capitals därefter mot Vancouver Millionaires från Pacific Coast Hockey Association i en matchserie om vilket lag som skulle få spela om Stanley Cup. Capitals vann första matchen med 2-1 efter mål av Dick Irvin och Ernie Anderson men Millionaires segrade i returmötet med 4-0 och vann sammanlagt med målskillnaden 5-2.
Säsongen 1922–23 och 1923–24 slutade Regina Capitals precis som under ligans inledande säsong på andra plats i ligan, 1922–23 sju poäng bakom Edmonton Eskimos och 1923–24 en poäng bakom Calgary Tigers. I ligaslutspelet 1923 förlorade Capitals dubbelmötet mot Eskimos med målskillnaden 4-3 och i ligaslutspelet 1924 segrade Calgary Tigers över Capitals med den sammanlagda målskillnaden 4-2.
Säsongen 1924–25 anslöt Victoria Cougars och Vancouver Maroons till WCHL från den nedlagda ligan PCHA och utökade därmed antalet lag från fyra till sex. Säsongen var ingen framgång för Regina Capitals som slutade sist i ligan med 16 ihopspelade poäng på 28 matcher.

### Western Hockey League och Prairie Hockey League
Säsongen 1925–26 flyttade Regina Capitals sitt lag till Portland i Oregon och döptes om till Portland Rosebuds. I och med lagets flytt till USA döptes även ligan om till Western Hockey League. Rosebuds slutade på fjärde plats i WHL med 26 poäng på 30 matcher och missade slutspelet. Då WHL lades ner efter säsongen 1925–26 flyttade laget tillbaka till Regina och spelade som Regina Capitals i Prairie Hockey League säsongerna 1926–27 och 1927–28.
Bland de spelare som representerade Regina Capitals i WCHL fanns berömdheter som Eddie Shore, Dick Irvin, Barney Stanley, George Hay och Bernie Morris.

### Säsong för säsong
M = Matcher, V = Vinster, F = Förluster, O = Oavgjorda, P = Poäng, GM = Gjorda mål, IM = Insläppta mål
| Säsong  | Liga | M  | V  | F  | O | P  | GM  | IM  | Resultat | Slutspel                   |
| 1921–22 | WCHL | 24 | 14 | 10 | 0 | 28 | 94  | 78  | 2:a      | Vann ligaslutspelet        |
| 1922–23 | WCHL | 30 | 16 | 14 | 0 | 32 | 93  | 97  | 2:a      | Förlorade i ligaslutspelet |
| 1923–24 | WCHL | 30 | 17 | 11 | 2 | 36 | 83  | 67  | 2:a      | Förlorade i ligaslutspelet |
| 1924–25 | WCHL | 28 | 8  | 20 | 0 | 16 | 72  | 121 | 6:a      | Missade slutspelet         |
| 1925–26 | WHL  | 30 | 12 | 16 | 2 | 26 | 84  | 106 | 4:a      | Missade slutspelet         |
| 1926–27 | PrHL | 32 | 14 | 16 | 2 | 30 | 110 | 117 | 3:a      | –                          |
| 1927–28 | PrHL | 26 | 2  | 19 | 5 | 9  | 46  | 89  | 3:a      | –                          |